# Conflito entre República Democrática do Congo e Ruanda (2022-presente)
A crise congolesa-ruandesa de 2022 iniciou-se em maio-junho de 2022, marcada pela escalada militar e verbal entre a República Democrática do Congo (RDC) e Ruanda, que levaram a eclosão de crescentes tensões e a vários supostos ataques das forças congolesas e ruandesas no território um do outro. Um acordo de paz entre Ruanda e a RDC foi assinado em 27 de junho de 2025.
A crise está relacionada com uma ofensiva dos membros do Movimento 23 de Março (M23), que as autoridades congolesas acusam Ruanda de apoiar. Ruanda também acusou a República Democrática do Congo de apoiar o grupo paramilitar Forças Democráticas pela Libertação de Ruanda (FDLR). Ambos os países negam apoio a grupos armados, respectivamente. A missão de paz da MONUSCO sustentou que não estava envolvida no conflito, mas foi acusada por Ruanda de tomar partido. A crise congolesa-ruandesa originalmente remonta ao conflito entre os grupos hutus e tutsis. O presidente de Angola, João Lourenço, atua como mediador.
A MONUSCO, uma missão de manutenção da paz das Nações Unidas, tem afirmado que não está envolvida no conflito, para além do seu papel de defesa da região contra os militantes, mas foi acusada por Ruanda de tomar partido devido à sua cooperação com as forças armadas congolesas. Entretanto, o governo congolês pediu à MONUSCO que abandonasse a RDC devido a uma “incapacidade de proteger os civis dos grupos armados”.
Os combates entre as forças congolesas e os rebeldes do M23, apoiados por Ruanda, recomeçaram em outubro de 2024, depois de terem abrandado na sequência de uma trégua mediada por Angola no início de agosto, e intensificaram-se no final do ano. As negociações planeadas entre o presidente ruandês Paul Kagame e o presidente congolês Félix Tshisekedi, em dezembro, foram canceladas devido a desacordos sobre as condições prévias. Em janeiro de 2025, os rebeldes levaram a cabo uma ofensiva em Goma, a capital da província de Quivu do Norte, na RDC, deslocando mais de 400 mil pessoas e levando a RDC a cortar as suas relações diplomáticas com o Ruanda. O governo congolês considerou o apoio militar do Ruanda aos rebeldes uma “declaração de guerra”. Após negociações em junho de 2025 mediadas pelos Estados Unidos, Ruanda e a RDC concordaram com um tratado de paz preliminar.

## Cronologia

### 2022

#### Maio
As forças congolesas disseram ter capturado dois soldados ruandeses que foram enviados disfarçados ao Congo. Ambos foram libertados em 11 de junho.
Em 23 de maio, as forças congolesas teriam bombardeado o distrito de Musanze, na Província do Norte de Ruanda, ferindo várias pessoas.
Em 27 de maio a República Democrática do Congo ordenou a suspensão de todos os voos da RwandAir. Ruanda condenou a ação e a RwandAir decidiu retaliar cancelando voos para Quinxassa, Lubumbashi e Goma.
Em 29 de maio, o presidente da União Africana e Presidente do Senegal Macky Sall disse que a União Africana estava apoiando uma "resolução pacífica" para as tensões.

#### Junho
A partir de 2 de junho, Angola tentou mediar uma resolução entre os dois países.
Em 8 de junho, Alexander De Croo, o primeiro-ministro da Bélgica, comparou o leste da República Democrática do Congo com a Ucrânia em uma visita a Quinxassa, adicionalmente fazendo comentários sugerindo que apoiava o Congo em sua crise de fronteira com Ruanda.
No dia seguinte, a República Democrática do Congo disse ter descoberto que 500 forças especiais ruandesas foram enviadas para a região de Tshanzu no Quivu do Norte.
Em 10 de junho, os congoleses acusaram Ruanda de disparar roquetes contra uma escola em Quivu do Norte, matar duas crianças e ferir gravemente outra pessoa de idade não especificada. Ruanda igualmente afirmou que o Congo havia disparado roquetes no oeste de Ruanda da direção de Bunagana.
As Nações Unidas solicitariam, em 11 de junho, um cessar-fogo entre os dois países.
Em 12 de junho, os congoleses acusaram Ruanda de pretender ocupar a cidade de Bunagana.
Em 13 de junho, as forças do M23 capturaram a cidade congolesa de Bunagana, forçando cerca de 30 000 civis a fugir para Uganda. No entanto, a República Democrática do Congo afirmou que as forças ruandesas estavam ajudando a ocupar a cidade. Os rebeldes alegaram que tomar Bunagana não era seu objetivo, mas decidiram fazê-lo após repetidos ataques do exército congolês. Além disso, disseram que estavam abertos a fazer negociações diretas com o governo. A República Democrática do Congo descreveu a queda de Bunagana como "nada menos que uma invasão" por Ruanda. Duas fontes de segurança congolesas afirmaram que Uganda também estava ajudando o M23 em sua ofensiva. Nesse mesmo dia, Ruanda acusou a missão da MONUSCO de tomar partido no conflito, que dizia permitir que o Congo realizasse ataques transfronteiriços em Ruanda.
Os intensos combates também fizeram com que cerca de 137 soldados congoleses e 37 policiais fugissem para Uganda, onde se renderam às forças ugandenses.
No dia 15 de junho, milhares de manifestantes organizaram um protesto contra as ações ruandesas em Goma. O protesto rapidamente se transformou em tumultos anti-Ruanda quando uma multidão enfurecida saqueou e atacou lojas de propriedade de ruandeses, apreendendo veículos para verificar se os ruandeses estavam lá dentro. A tropa de choque congolesa disparou gás lacrimogêneo contra os manifestantes depois que alguns tentaram entrar em um posto de controle na fronteira com Ruanda. Vários ruandeses em Goma responderam fugindo do país.
No mesmo dia, os congoleses suspenderam todos os "memorandos de entendimento, acordos e convenções celebrados com Ruanda", exigindo a retirada de todos os supostos militares ruandeses dentro das fronteiras do país.
Em 17 de junho, apenas algumas horas depois que as autoridades de segurança congolesas pediram que a República Democrática do Congo cortasse todos os laços com Ruanda, um soldado congolês atravessou o distrito de Rubavu carregando um AK-47 e foi morto a tiros por um oficial da Polícia Nacional de Ruanda. A Força de Defesa de Ruanda disse que o soldado foi morto depois que ele começou a atirar em civis e forças de segurança, e feriu dois oficiais. O Congo fechou a fronteira dos dois países em resposta à morte do oficial, acrescentando que abriria uma investigação sobre os eventos.
Quando um veículo trouxe o corpo do oficial para Goma, uma multidão composta de centenas de pessoas seguiu o veículo gritando "herói, herói" e retratando o presidente de Ruanda Paul Kagame como um assassino. Alguns membros da multidão foram documentados gritando slogans de ódio contra os tutsis.

#### Julho
No dia 6 de julho os dois países, Ruanda e RDC, entraram em um acordo para a desescalada de tensões após um dia de diálogo entre os presidente dos respectivos países, com a mediação do presidente angolano João Lourenço. O acordo inclui a retomada da Comissão Ruanda-Congo, que voltará à funcionar no dia 12, na capital Luanda, como também um chamado à retomada de relações diplomáticas entre os países, ao fim das hostilidades e à retirada 'imediata e incondicional' do grupo M23 de suas posições no leste da RDC. 

#### Agosto
No início de agosto de 2022, um relatório das Nações Unidas feito por especialistas independentes vazou para a imprensa. O relatório forneceu evidências de que tropas ruandesas entraram em território congolês para apoiar o M23, lutando ao lado dos insurgentes. Estas conclusões levaram a apelos por parte de jornalistas e funcionários da RDC para que a ONU sancionasse Ruanda.

#### Outubro
Em 24 de outubro de 2022, um soldado ruandês fugindo do 401º batalhão militar se rendeu a uma base da MONUSCO em Kiwanja, dizendo que havia sido enviado a Ruanda como parte de uma operação militar e implorou às tropas da ONU que não o enviassem de volta a Ruanda. Ele foi entregue às Forças Armadas da República Democrática do Congo (FARDC) em 4 de novembro.
O Barômetro de Segurança de Quivu, um projeto do Grupo de Estudos do Congo da Universidade de Nova York, descobriu que fotos de satélite mostrando uma batalha do final de outubro de 2022 em Rugari, Território de Rutshuru, revelaram soldados com insígnias semelhantes às da Força de Defesa de Ruanda.

#### Novembro
Em 19 de novembro de 2022, um soldado congolês foi morto a tiros ao cruzar um posto de fronteira perto de Rubavu. A Força de Defesa de Ruanda disse que ele foi morto após atirar nas torres de guarda. As FARDC confirmaram que o soldado havia sido morto, identificando-o como um recruta recente das forças armadas que desapareceu após se perder durante uma patrulha do exército. A RDC e Ruanda afirmaram que estavam a investigar o incidente.
Na cúpula de 2022 da Francofonia, em Tunes, o representante da RDC, Jean-Michel Sama Lukonde, recusou-se a participar numa fotografia de grupo com outros líderes francófonos (incluindo o representante ruandês) como protesto contra as ações de Ruanda no Congo.
A Comunidade da África Oriental exigiu, em 24 de novembro, um cessar-fogo entre Ruanda e a RDC, bem como a ordem de retirada do movimento M23 de todos os territórios ocupados. A EAC declarou que lideraria uma intervenção militar para reprimir a agitação em Quivu se as ordens não fossem obedecidas. Numa reunião realizada em Luanda, Angola, tanto Ruanda como a RDC concordaram em um cessar-fogo que foi oficialmente aplicado no dia 25 de novembro às 16h00 GMT.
O M23 rejeitou o cessar-fogo, pois não havia sido convidado a participar do diálogo. Um porta-voz do grupo rebelde disse à Agence France-Presse que "o M23 viu o documento nas redes sociais. […] Não havia ninguém [do M23] na reunião de cúpula, por isso não nos preocupa realmente... Normalmente, quando há um cessar-fogo, é entre os dois lados em guerra."

#### Dezembro
Em 5 de dezembro, a RDC anunciou que 272 civis foram mortos em um massacre na cidade oriental de Kishishe, Quivu do Norte. O governo congolês atribuiu as mortes ao M23, embora o próprio M23 tenha negado a culpa. Uma investigação foi aberta por Jean-Paul Mukolo, procurador-geral da RDC.

### 2023

#### Janeiro
Em 19 de janeiro de 2023, o governo ruandês afirmou que a RDC tinha uma "indicação clara" de que estava "se preparando para a guerra". Ruanda também afirmou que a RDC havia importado mercenários europeus em seu nome. Cinco dias depois, em 24 de Janeiro, um Su-25 congolês foi danificado por um MANPAD das forças ruandesas, depois de Ruanda ter alegado que o avião tinha violado o seu espaço aéreo. O ataque, que ocorreu entre as cidades de Gisenyi e Goma, foi respondido com uma declaração que dizia: "O governo considera este enésimo ataque de Ruanda como uma ação deliberada". Também foi dito que o avião sofreu apenas danos menores.

#### Julho e outubro
A RDC afirmou em 27 de julho de 2023 que havia repelido uma incursão do exército ruandês ao norte de Goma. Segundo fontes locais, um soldado ruandês foi morto no confronto.
Em 18 de outubro, a ONU manifestou preocupação quanto ao risco de uma guerra direta entre ambos os países.

#### Novembro e dezembro
Em 6 de novembro de 2023, o secretário de Estado dos EUA, Antony Blinken, apelou ao presidente congolês Félix Tshisekedi e ao presidente ruandês Paul Kagame para acalmarem o conflito após uma onda de confrontos rebeldes em Kinshasa. Em 21 de novembro, os dois líderes concordaram com medidas para aliviar as tensões entre os dois países, de acordo com a inteligência dos EUA. No dia seguinte, os rebeldes do M23 afirmaram ter capturado a cidade de Mweso.

#### Dezembro
Em um discurso feito em 9 de dezembro, Tshisekedi disse: "se Kagame [quiser] se comportar como Adolf Hitler tendo objetivos expansionistas, prometo que ele acabará como Adolf Hitler". Um porta-voz do governo ruandês condenou esta declaração, acusando Tshisekedi de fazer "uma ameaça alta e clara". Em 20 de dezembro, Tshisekedi ameaçou invadir o Ruanda, afirmando: "Já estou farto de invasões e de rebeldes do M23 apoiados por Kigali", sendo recebido com cânticos de "Fora Kagame!".

### 2024

#### Janeiro
No primeiro incidente de 2024, um soldado congolês foi morto pelas forças ruandesas em 16 de janeiro no distrito de Rubavu, em Ruanda. O soldado teria atirado contra soldados ruandeses antes de ser morto a tiros. Dois outros soldados congoleses foram presos no mesmo acontecimento.
Félix Tshisekedi foi empossado para o seu segundo mandato como presidente, tendo prometido lidar com a agitação no leste do país.

#### Fevereiro
Em 17 de fevereiro de 2024, o Departamento de Estado dos EUA publicou uma declaração condenando o apoio de Ruanda ao M23, ao mesmo tempo que apelava ao governo ruandês para retirar todo o pessoal das RDF e os sistemas de mísseis terra-ar da RDC. O Ministério das Relações Exteriores e Cooperação de Ruanda (MINAFFET) respondeu rejeitando as exigências dos Estados Unidos, afirmando que suas ações recentes eram justificadas como medidas defensivas contra as FDLR e questionou a capacidade dos EUA de agirem como mediadores confiáveis na região dos Grandes Lagos Africanos. A declaração ruandesa terminou com a afirmação de que as FDLR devem ser desmobilizadas e repatriadas para o Ruanda, com o MINAFFET a proclamar ainda: "Ruanda reserva-se o direito de tomar quaisquer medidas legítimas para defender o nosso país, enquanto esta ameaça existir".
A RDC acusou Ruanda de realizar um ataque com drones que danificou uma aeronave civil no Aeroporto Internacional de Goma. Protestos foram realizados na cidade e bandeiras ocidentais foram queimadas.

#### Março e maio
Em março de 2024, os rebeldes do M23 tomaram o controle da cidade de Nyanzale.
Em 4 de maio de 2024, campos de refugiados perto de Goma foram atingidos por bombas em ataques coordenados que mataram 12 pessoas e feriram pelo menos outras 20. Tanto a administração congolesa quanto o Departamento de Estado dos EUA culparam os militares ruandeses e o M23 pelo ataque. Yolande Makolo, porta-voz do governo ruandês, negou a culpabilidade ruandesa, dizendo no X, “A RDF, um exército profissional, nunca atacaria um campo de PDI. Olhe para as FDLR sem lei [e] Wazalendo apoiadas pelas FARDC, para este tipo de atrocidade.”

#### Agosto e dezembro
Em 30 de agosto de 2024, a República Democrática do Congo comprometeu-se a processar Ruanda perante o Tribunal de Justiça da África Oriental.
Uma reunião de cúpula deveria ocorrer em dezembro entre Tshisekedi e Kagame, mas foi cancelada porque Ruanda insistiu que a RDC também precisa negociar diretamente com a liderança rebelde do M23, enquanto a RDC considera que o M23 só existe devido ao apoio de Ruanda. O governo congolês declarou que "se Kigali estiver de boa-fé nas negociações e na sua promessa de retirar ... as suas tropas do solo congolês, o conflito terminará com o M23 e, ao mesmo tempo, cessará com o Ruanda".

### 2025

#### Janeiro
Um avanço rebelde em direção à cidade de Goma, capital da província de Quivu do Norte, em janeiro de 2025, deslocou mais de 178 mil pessoas. A cidade de Minova, em Quivu do Sul, um ponto-chave na rota de abastecimento para Goma, foi capturada em 21 de janeiro pelo M23. O governo congolês acusou um atirador ruandês de matar o governador militar do Quivu do Norte.
À medida que os rebeldes se aproximavam da cidade, em 25 de janeiro a RDC encerrou relações diplomáticas com Ruanda, retirando do país seus funcionários da embaixada e ordenando que a embaixada ruandesa em Kinshasa encerrasse suas operações. Um porta-voz dos militares congoleses afirmou que "Ruanda está determinado a tomar a cidade de Goma". A ONU estima que 4 mil soldados ruandeses estejam na RDC a ajudar o grupo rebelde e que o comando militar ruandês estabeleceu um quartel-general a uma milha da fronteira congolesa, embora Ruanda negue envolvimento no conflito.
Em 26 de janeiro, começaram os combates entre o exército congolês e as tropas do M23 nos arredores de Goma. Fontes da ONU estimam que cerca de 500 a 1 mil soldados ruandeses estão ajudando os rebeldes do M23 na região de Goma. Foi realizada uma sessão de emergência do Conselho de Segurança da ONU, onde a ministra dos Negócios Estrangeiros congolesa Thérèse Kayikwamba Wagner chamou as ações do Ruanda de uma "declaração de guerra". Ela também pediu ao Conselho de Segurança da ONU que impusesse sanções a Ruanda. Em 27 de janeiro, bombardeios das tropas do exército congolês mataram cinco civis em Guissenhi, Ruanda.

#### Junho
Um acordo de paz preliminar foi alcançado em 19 de junho de 2025 entre as delegações congolesa e ruandesa após três dias de negociações em Washington, D.C., mediado pelo segundo governo de Donald Trump. A presidente Tshisekedi convidou o presidente Trump para participar da mediação do conflito. As negociações não envolveram o M23 e, segundo informações, continham termos que incluíam a retirada das tropas ruandesas da RDC e a extração em pequena escala de alguns minerais congoleses para exportação através de Ruanda. Os EUA indicaram que investiriam na indústria de mineração da RDC. A assinatura do acordo final está marcada para 27 de junho. Em 26 de junho, foi relatado que a RDC retirou sua exigência de retirada imediata das tropas ruandesas. Um porta-voz do M23 disse que o acordo não diz respeito ao grupo.